# ホースシュー・ラスベガス
ホースシュー・ラスベガス（Horseshoe Las Vegas）は、アメリカ合衆国、ネバダ州、ラスベガスにあるカジノホテルである。
このホテルはメトロ・ゴールドウィン・メイヤーオーナーであるカーク・カーコリアンが開業し1985年までMGMグランドと呼ばれていた。開業当初は世界最大のホテルであり、これは彼が建てた世界最大の異名を持つ3つのホテルのうち2番目にあたる。（他はインターナショナル・ホテル、現在のLVHラスベガス・ホテル&カジノとMGMグランド）このホテルが売却され名前がバリーズに変わった後、MGMグランドの名はマリーナホテル跡に新たに建てられたホテルに付けられた。これが現在のMGMグランドホテルである。
フォーコーナーから正面玄関まで61mのガラスのチューブが伸びていて、このホテルの名物になっている。

## アトラクション

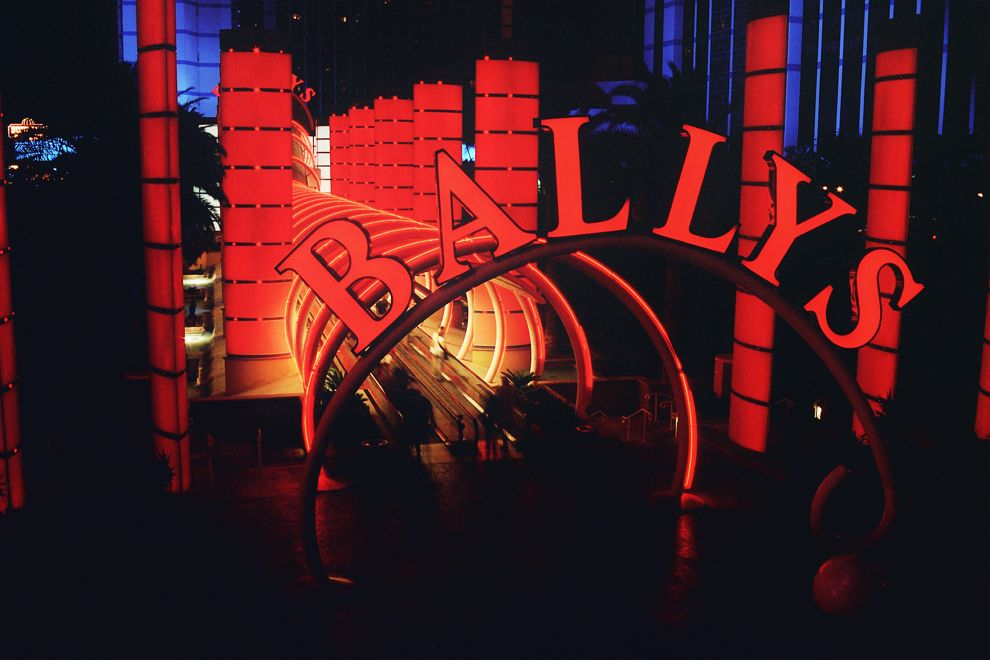
フォーコーナーから伸びるチューブ

- ジュビリー ラスベガスを代表するとまで称される総合レビューショー。

## 沿革
- 1963年 ボナンザホテル開業。旧MGMグランド、現在のバリーズが開業する以前にこの場所に建っていたホテルである。
- 1973年12月7日 「MGMグランド」として開業。
- 1980年11月21日 MGMグランド火災（英語版）発生。死者は後に火災が元で死亡した人も含め87人[1]。ラスベガス史上最悪の災害の一つと呼ばれる。
- 1985年 バリー・エンターテインメント社に売却される。ホテル名が「バリーズ」に変わる。
- 2005年 オーナー企業の合併によりハラーズ・エンターテインメント社所有のホテルとなる[2][3]。